# Patzité
Patzité é uma cidade da Guatemala do departamento de El Quiché.